# Площадь Европы (Санкт-Петербург)
Площадь Европы — проектируемая площадь в Василеостровском районе Санкт-Петербурга. Расположена между Западным скоростным диаметром, улицей Вадима Шефнера и бульваром Александра Грина. По другую сторону от ЗСД расположена площадь Беллинсгаузена.

## История
Площадь получила название площадь Европы 11 июня 2003 года по расположению в западной части Васильевского острова.
Первоначально площадь Европы с запада ограничивалась Финским заливом. В 2014 году её территорию официально расширили на запад, на новую намывную территорию (фактически эта часть площади пока не существует).
26 марта 2017 года был открыт северный путепровод над Западным скоростным диаметром.
24 апреля 2018 года существующую часть площади (между Морской набережной и ЗСД) переименовали в площадь Беллинсгаузена. За проектной частью площади оставили название площадь Европы.

## Транспорт
Ближайшая к площади Европы станция метро — «Приморская» 3-й (Невско-Василеостровской) линии (около 1,8 км по прямой).